# Pseudozaphanera papyrocarpae
Pseudozaphanera papyrocarpae es un hemíptero de la familia Aleyrodidae, con una subfamilia: Aleyrodinae.
Fue descrita científicamente por primera vez por Martin in Bailey, Martin, Noyes & Austin en 2001.